# Ducks and Drakes
Ducks and Drakes er debutalbummet af den danske sangerinde Randi Laubek. Albummet udkom den 21. april 1997 på Medley Records. Det vandt prisen som Årets danske album ved Danish Music Awards, mens Laubek blev Årets danske sangerinde og Årets danske sangskriver. Det indeholdt singlerne "Madness Sadness", "Cunningly Concealed" og "Tapestry of Fire".
Ducks and Drakes har solgt 32.000 eksemplarer.

## Spor
| #   | Titel                   | Tekst  | Musik                    | Producer    | Længde |
| --- | ----------------------- | ------ | ------------------------ | ----------- | ------ |
| 1.  | "Madness Sadness"       | Laubek | Randi Laubek             | Ole Hansen  | 3:35   |
| 2.  | "Tapestry of Fire"      | Laubek | Laubek                   | Aske Jacoby | 4:01   |
| 3.  | "Cunningly Concealed"   | Laubek | Ben Barson, Laubek       | Hansen      | 4:22   |
| 4.  | "Fairytales"            | Laubek | Laubek                   | Jacoby      | 4:08   |
| 5.  | "The Promise"           | Laubek | Anders P. Jensen         | Jensen      | 4:25   |
| 6.  | "You Changed Direction" | Laubek | Anders P. Jensen, Laubek | Hansen      | 3:50   |
| 7.  | "Don't You Ever Wonder" | Laubek | Laubek                   | Jacoby      | 4:47   |
| 8.  | "New Beginning"         | Laubek | Laubek                   | Jacoby      | 3:30   |
| 9.  | "Peace of Mind"         | Laubek | Laubek                   | Jacoby      | 5:08   |
| 10. | "Wishful Thinking"      | Jacoby | Jacoby                   | Jacoby      | 7:01   |